# 劉小慧
劉小慧（英語：Winnie Lau Siu Wai，1971年7月24日—），原名劉少慧，香港女歌手和演員。傳媒和歌迷暱稱她「小慧」，是活躍於九十年代的香港女歌手。她與黎瑞恩、湯寶如並稱「寶麗金三小花」。

## 背景
劉小慧早年經常隨家人搬屋，曾居住在廣播道、黃埔、清水灣、西貢等地。其父親是職業司機，母親則是保母車司機。因母親投資有道，所以劉氏一家的生活環境不俗。劉小慧有三姊一兄，就讀瑪利諾修院學校小學部時的讀書成績較差，後來無法直升原校的中學部繼續學業，加上有感名校明爭暗鬥的壓力太大，於是轉讀鄭植之中學。她於該校就學期間，由於得到老師良好的教學方法引導，令其數學科的成績表現較佳。劉閑時的娛樂活動不多，主要收聽白韻琴主持的電台節目《盡訴心中情》。另外，也會參與學校的體育短跑運動。1988年，在其參與拍攝廣告的兄長邀請一同前往試鏡的情況下，劉小慧獲得機會拍攝第一個電視廣告「子母奶」。自此開始一邊上學，一邊接拍廣告。
雖然當時劉小慧的理科學業成績不錯，但基於本質上不愛讀書，故此未能考獲優良的香港中學會考分數。在1980年代末，她逐漸於幕出參演電影。拍攝了第一部作品、1988年的《七小福》後，文雋成為她的經理人，並介紹她認識陳欣健和拍攝其他電影。當年的她剛剛中學畢業。她自知不是讀書的材料，又無意升讀大學。最終在文雋詢問其入行意願後，便正式開展其演藝事業。
劉小慧於1989年被陳欣健安排加入無綫電視拍劇，一年後被安排到寶麗金唱片試音，1991年正式簽約成為旗下歌手。但是，劉事實上不喜歡當歌手，礙於沒有選擇，她唯有歌視兩邊走。在寶麗金期間三年，儘管賣出的唱片成績理想，她從來沒有一首列入電視台「勁歌推介」的歌曲，主要與唱片公司把資源留給當紅歌手有關（當年的寶麗金正在力捧周慧敏），而公司也覺得她單以形象已經足以促成唱片銷量，故此未完全重視她。直至1994年她轉會到BMG唱片，她先專注在香港發展推出《依戀》專輯，銷量及歌曲反應得到突破性回響，後再以新人形象開拓台灣市場。1996年，博德曼音樂唱片出現高層人事變動，引致劉在無預告下提前解約。其後，她過著息影生活，專心相夫教子。進入2010年代中期，劉小慧開設網上節目，分享新心靈與中醫看法。

## 演藝歷程

### 入行初期（1988年－1990年）
劉小慧於自1988年開始，開始拍攝一些廣告包括：美國運通信用卡、楊協成檸檬爽、富士彩色專賣店等等，亦曾參與過電影如《七小福》等演出。在1989年，劉小慧加入無綫並獲安排參演第一套電視劇《成功路上》（1990年2月首播），雖為女配角但戲份不少，成功獲得一些觀眾注意，並與同劇男主角郭晉安拍拖。

### 轉戰歌壇（1991年－1994年）
1991年，獲得簽約寶麗金唱片的機會出道成為歌手，同年10月推出了首張個人專輯《In Your Dreams》，主打歌《初戀情人》令聽眾留下印象。劉小慧曾獲得1992年香港電台十大中文金曲「最有前途新人獎－銅獎」，清純可愛的形象風靡不少少男，有「學生情人」之稱。夥拍黎瑞恩和周影翻唱許冠傑舊作《學生哥》，亦成為兒歌金曲。劉小慧除了推出唱片外，亦參與拍攝電視劇和電影，較為人熟悉的有與郭富城領銜主演的《童黨》，和當年無綫電視的重頭劇《我愛牙擦蘇》等。
劉小慧在1991－1994年初先後推出了五張唱片，惟成績及反應一般，使她決心尋找新路向。

### 走紅時期（1994年－1995年）
1994年中，劉小慧約滿寶麗金後決定不再續約，轉投BMG唱片作新發展。轉會後她的首張粵語專輯《依戀》成績突飛猛進，當中主打歌《分手不須再流淚》、《口不對心》成功流行起來，更為她帶來入行以來首個白金唱片銷量成績，人氣急升及重新受到注意。翌年初更獲新城電台金曲台金心情歌頒獎典禮頒發「金心卓越進步女歌手銀獎」。
1995年，推出粵語專輯《寂寞都有罪》，反應不錯，同名主打歌的藍調流行怨曲風格得到大眾受落。11月，改走懷舊潮流路線推出迷你專輯《全程流露》，惜缺乏宣傳下銷量有所影響。此時，劉小慧開始發展台灣市場，同年12月8日推出首張國語專輯《謝謝你愛過我》，成為首位台灣BMG歌手外，更是全球首位華人女歌手推出"CD-ROM"專輯，受到注意。

### 淡出樂壇
1996年5月1日，她再推出另一張國語專輯《愛飛了》後，亦決定約滿後不再續約，淡出樂壇。
1997年，與草蜢成員蘇志威於拉斯維加斯註冊結婚，組織家庭。1998年，宣佈懷孕及於同年擺酒，並逐漸淡出娛樂圈，專心相夫教子。現時育有兩個女兒。

## 音樂作品

### 個人專輯
| #  | 專輯名稱                 | 專輯類型  | 唱片公司   | 發行日期       | 曲目 |
| -- | ------------------------ | --------- | ---------- | -------------- | --- |
| 1  | In Your Dreams           | 大碟      | 寶麗金     | 1991年11月5日  | 曲目 1. 一世情緣 2. 兩心依然走近 3. 滿分情人 4. 如果這生（李克勤、劉小慧） 5. 初戀情人 6. 學生哥（劉小慧、黎瑞恩、周影） 7. 迷路天使 8. 望星星（劉小慧、黃凱芹） 9. 留住這一刻 10. 夢幻星座情人 |
| 2  | 隔世感覺                 | 大碟      | 寶麗金     | 1992年5月26日  | 曲目 1. 隔世感覺 2. 紫色百合 3. 惊夢 4. 寂寞第三者 5. 飄遠飄近 6. 我懷念着一片雲彩 7. 歌 8. 來吧 9. 夜心邪 10. 分手的藉口 |
| 3  | 今宵不想告別             | 大碟      | 寶麗金     | 1993年3月5日   | 曲目 1. 今宵不想告別 2. 永遠的心痛 3. 聽風的詩篇 4. 別在深秋月明時 5. 急色鬼，愛出位 6. 請趕走雨天 7. 伊人獨憔悴 8. 離別太陽西沉時 9. Till The End Of Time（劉小慧、鄭嘉穎） 10. 青春街口 |
| 4  | 一天四十八小時           | 新曲+精選 | 寶麗金     | 1993年9月23日  | 曲目 1. 一天48小時 2. 風中的夢 3. 永遠的心痛 4. 留住這一刻 5. 夢幻星座情人 6. 驚夢 7. 急色鬼，愛出位 8. 隔世感覺 9. 離別太陽西沉時 10. 初戀情人 11. Till The End Of Time（劉小慧、鄭嘉穎） 12. 望星星（劉小慧、黃凱芹） |
| 5  | 改改                     | EP        | 寶麗金     | 1994年         | 曲目 1. 改！改！（愛戀革命）～一改再改版本 2. 風中的夢 3. 離別太陽西沉時 4. Till The End Of Time（劉小慧、鄭嘉穎） |
| 6  | 改改                     | 大碟      | 寶麗金     | 1994年3月22日  | 曲目 1. 改！改！（愛戀革命） 2. 就算世事風氣轉…… 3. 怎會是沒有可能 4. 一起走到明天 5. 多看一眼 6. Do Re Me Fa So 7. 無論那一天 8. 戀愛的渴望 9. 忘記我 |
| 7  | 依戀                     | 大碟      | 博德曼音樂 | 1994年9月20日  | 曲目 1. 依戀 2. 分手不須再流淚 3. 口不對心 4. 愛似風消逝 5. 誰人能這麼刻意假到底 6. 算甚麼態度 7. 真眼淚．假說話 8. 貝殼 9. 心靈相通 10. 分手不須再流淚（French Mix） |
| 8  | 改改精選                 | 精選      | 寶麗金     | 1994年9月      | 曲目 1. 改！改！（愛戀革命）～一改再改版本 2. 隔世感覺 3. 離別太陽西沉時 4. 學生哥（劉小慧、黎瑞恩、周影） 5. 今宵不想告別 6. 風中的夢 7. Till The End Of Time（劉小慧、鄭嘉穎） 8. 望星星（劉小慧、黃凱芹） 9. 就算世事風氣轉 10. 一天48小時 11. 初戀情人 12. 夢幻星座情人 13. 永遠的心痛 14. 留住這一刻 15. 急色鬼，愛出位 16. 一世情緣 17. 我懷念著一片雲彩 18. 驚夢 |
| 9  | Merry Christmas          | EP        | 博德曼音樂 | 1994年12月     | 曲目 1. 新青春年代 2. 愛你一萬年（劉小慧、伊正） 3. 新青春年代 (stardust remix) |
| 10 | 寂寞都有罪               | 大碟      | 博德曼音樂 | 1995年4月11日  | 曲目 1. 寂寞都有罪 2. 刻骨銘心 3. 你不變的冷傲 4. 如我必須跟你在一起（柔情版） 5. 決斷 6. 錯了一次又一次 7. 她還在你的身邊 8. 不可告退 9. 新青春年代 10. 如我必須跟你在一起 |
| 11 | 精選套裝                 | 精選      | 寶麗金     | 1995年6月      | 曲目 CD 1 1. 改！改！（愛戀革命） 2. 急色鬼，愛出位 3. 離別太陽西沉時 4. 隔世感覺 5. 如果這生（李克勤、劉小慧） 6. 初戀情人 7. 學生哥（劉小慧、黎瑞恩、周影） 8. 我懷念著一片雲彩 9. 留住這一刻 10. 風中的夢 11. 分手的藉口 12. 別在深秋月明時 13. 聽風的詩篇 14. 一天48小時 CD 2 1. 就算世事風氣轉 2. 今宵不想告別 3. 永遠的心痛 4. 熱力節拍Wou Bom Ba（草蜢、關淑怡、劉小慧、湯寶如） 5. Till The End Of Time（劉小慧、鄭嘉穎） 6. 驚夢 7. 夢幻星座情人 8. 怎會是沒有可能 9. 迷路天使 10. 一世情緣 11. 望星星（劉小慧、黃凱芹） 12. 歌 13. 紫色百合 14. 夜心邪 15. 讓我變壞七分鐘 |
| 12 | 全程流露                 | EP        | 博德曼音樂 | 1995年11月     | 曲目 1. 全程流露 2. 第五季 3. 百密一疏 4. 愛情重傷 5. 全程流露亂世篇 6. 百密一疏Instrumental |
| 13 | 謝謝你愛過我（國語專輯） | 大碟      | 博德曼音樂 | 1995年12月8日  | 曲目 1. 謝謝你愛過我 2. 情深似海 3. 吻你想你 4. 嫉妒 5. 冷窗前的喜帖 6. 深深依賴你的愛 7. 愛你愛得好辛苦 8. 不會為你再心痛 9. 女人的臉 10. 愛你一萬年 |
| 14 | 愛飛了（國語專輯）       | 大碟      | 巨石音樂   | 1996年5月1日   | 曲目 1. 握不到你的手 2. 安慰 3. 愛飛了 4. 溫柔 5. 只因有你 6. 愛就要讓我知道 7. 對我說明白 8. 住在我心裡 9. Andy你可曾為我哭泣 10. Would You Ever Walk Away（劉小慧、Air Supply） |
| 15 | 全情17首                 | 精選      | 博德曼音樂 | 1998年8月      | 曲目 1. 寂寞都有罪 2. 口不對心 3. 如我必須跟你在一起 4. 愛飛了 5. 刻骨銘心 6. 誰人能這麼刻意假到底 7. 謝謝你愛過我 8. 分手不須再流淚 9. 你不變的冷傲 10. 依戀 11. 握不到你的手 12. 全程流露 13. 錯了一次又一次 14. 女人的臉 15. 第五季 16. 百密一疏 17. Would You Ever Walk Away |
| 16 | 劉小慧真經典             | 精選      | 環球唱片   | 2001年         | 曲目 1. 留住這一刻 2. 初戀情人 3. 急色鬼，愛出位 4. 望星星（劉小慧、黃凱芹） 5. 一世情緣 6. 就算世事風氣轉 7. 一起走到明天 8. 說愛談情（劉小慧、黎瑞恩） 9. 夢幻星座情人 10. 隔世感覺 11. 驚夢 12. 我懷念著一片雲彩 13. 永遠的心痛 14. Till The End Of Time（劉小慧、鄭嘉穎） 15. 離別太陽西沉時 16. 青春街口 |
| 17 | 環球萃取升級精選 劉小慧  | 精選      | 環球唱片   | 2016年11月30日 | 曲目 1. 留住這一刻 2. 初戀情人 3. 急色鬼，愛出位 4. 望星星（劉小慧、黃凱芹） 5. 一世情緣 6. 就算世事風氣轉 7. 一起走到明天 8. 說愛談情（劉小慧、黎瑞恩） 9. 夢幻星座情人 10. 隔世感覺 11. 驚夢 12. 我懷念著一片雲彩 13. 永遠的心痛 14. Till The End Of Time（劉小慧、鄭嘉穎） 15. 離別太陽西沉時 16. 青春街口 17. 風中的夢 18. 加減乘除 |

### 合輯
| #  | 專輯名稱                       | 專輯類型    | 唱片公司 | 發行日期       | 曲目 |
| -- | ------------------------------ | ----------- | -------- | -------------- | --- |
| 1  | 寶麗金星光燦爛                 | 新曲 + 精選 | 寶麗金   | 1990年12月     | 曲目 1. 星光燦爛 - 草蜢、關淑怡、達明一派、童安格、蔡國權、劉小慧、譚詠麟、周影、張學友、徐小鳳、李克勤、黎明、黃凱芹 2. 爵士怨曲 - 譚詠麟 3. 雙城記 - 徐小鳳 4. 情深緣淺 - 黃凱芹 5. 夕陽醉了 - 張學友 6. 一千零一夜 - 李克勤 7. 滄海一聲笑 - 許冠傑 8. 千千闋歌 - 陳慧嫻 9. 天意人心 - 蔡國權 10. 十個救火的少年 - 達明一派 11. 半點心 - 草蜢 12. 心急 - 關淑怡 13. 相逢在雨中 - 黎明                                                                       |
| 2  | 寶麗金新一代                   | 新曲 + 精選 | 寶麗金   | 1991年5月16日  | 曲目 1. 夢幻星座情人 - 黃凱芹、劉小慧 2. 望星星 - 黃凱芹、劉小慧 3. 一千零一夜 - 李克勤 4. 親近你 - 黎明 5. 請您回來 - 黃凱芹 6. 夜是跳舞版 - 草蜢 7. 失戀 - 草蜢 8. 眷戀 - 李克勤 9. 傷盡我心的說話 - 黃凱芹 10. 黑豹 - 關淑怡 11. 人在邊緣 - 黎明 12. Go Go Away Boy - 周影 |
| 3  | 寶麗金精選系列 流行極品        | 新曲 + 精選 | 寶麗金   | 1991年7月      | 曲目 1. Yes一族 - 李克勤、草蜢、黎明 2. 每天愛妳多一些 - 張學友 3. 情未了 - 周慧敏、黃凱芹 4. 把根留住 - 童安格 5. 媽媽好 - 沈殿霞、鄭欣宜 6. Lonely - 草蜢 7. 情路茫茫 - 周影 8. 一生中最愛 - 譚詠麟 9. 一切也願意 - 關淑怡 10. 破曉時分 - 李克勤 11. 但信一切是緣 - 徐小鳳 12. 如果這是情 - 黎明 13. 想念妳 - 庾澄慶 14. 夢幻星座情人 - 劉小慧 |
| 4  | 寶麗金精選系列 流行極品II      | 新曲 + 精選 | 寶麗金   | 1991年12月     | 曲目 1. 飄雪 - 陳慧嫻 2. 我的夢，妳的夢 - 陳慧嫻 3. 一顆不變心 - 張學友 4. 忘情森巴舞 - 草蜢 5. 我有一段情 - 徐小鳳 6. My Baby - 黃凱芹 7. Elaine - 譚詠麟 8. 對不起，我愛你 - 黎明 9. 午夜狂奔 - 關淑怡 10. 紅樓夢 - 李克勤 11. 發誓（House Mix）- 黎瑞恩 12. 望星星 - 劉小慧、黃凱芹 13. 背影 - 周影 |
| 5  | 許冠傑光榮引退匯群星           | 翻唱大碟    | 寶麗金   | 1992年3月      | 曲目 1. 浪子心聲 - 徐小鳳 2. 鐵塔凌雲 - 黃凱芹 3. 無情夜冷風 - 周慧敏 4. 天才白痴夢 - 譚詠麟 5. 世事如棋 - 蔡國權 6. 夜半輕私語 - 張學友、陳慧嫻 7. 印象 - 李克勤 8. 梨渦淺笑 - 草蜢 9. 雙星情歌 - 關淑怡 10. 天才白痴往日情 - 黎明 11. 學生哥 - 劉小慧、黎瑞恩、周影 |
| 6  | 寶麗金精選系列 流行極品III     | 精選        | 寶麗金   | 1992年4月19日  | 曲目 1. 急流勇退 - 許冠傑 2. 今夜你會不會來 - 黎明 3. 又愛又恨 - 草蜢 4. 雨中的戀人們 - 黃凱芹 5. 留住這一刻 - 劉小慧 6. 飄戀 - 唐韋琪 7. 情人 - 譚詠麟 8. 壯志驕陽 - 張學友 9. 仍流著眼淚 - 關淑怡 10. 護花使者 - 李克勤 11. 天荒愛未老 - 周慧敏 12. 讓我愉快愛一次 - 周影 13. 發誓 - 黎瑞恩 |
| 7  | 寶麗金真開心精選               | 精選        | 寶麗金   | 1992年9月      | 曲目 1. 情人 - 譚詠麟 2. 李香蘭 - 張學友 3. 你夜你會不會來 - 黎明 4. 初戀情人 - 劉小慧 5. 急流勇退 - 許冠傑 6. 只想您會意 - 李克勤 7. 一切也願意 - 關淑怡 8. 永遠愛著您 - 草蜢 9. 愛你多過愛他 - 周慧敏 10. 飄雪 - 陳慧嫻 11. 發誓 - 黎瑞恩 12. 相思風雨中 - 張學友、湯寶如 13. 雨中的戀人們 - 黃凱芹 |
| 8  | 寶麗金真開心精選 Vol. 2        | 精選        | 寶麗金   | 1993年1月      | 曲目 1. 分手總要在雨天 - 張學友 2. 戀一世的愛 - 關淑怡 3. 每一些也是情 - 草蜢 4. 歸來吧 - 陳慧嫻 5. 留住這一刻 - 劉小慧 6. 蝶戀花 - 黃凱芹 7. 祇有妳 - 譚詠麟 8. 舊歡如夢 - 李克勤 9. 我來自北京 - 黎明 10. 天荒愛未老 - 周慧敏 11. 明日世界終結時 - 張學友 12. 依然相愛 - 李克勤、關淑怡 13. 絕對是個夢 - 湯寶如 |
| 9  | 寶麗金精選系列 流行極品 Vol. 4 | 新曲 + 精選 | 寶麗金   | 1993年3月      | 曲目 1. 分分鐘記起 - 鄭嘉穎 2. 我愛Ichi Ban（Remix）- 黎明 3. 離不開的心 - 譚詠麟 4. 隔世感覺 - 劉小慧 5. 三分鐘放縱 - 草蜢 6. 紅茶館 - 陳慧嫻 7. 活著就是等待 - 湯寶如 8. 還是覺得你最好 - 張學友 9. 現在愛我 - 關淑怡 10. 雨季不再來 - 黎瑞恩 11. 如果你佑我苦衷 - 周慧敏 12. 紅日 - 李克勤 13. 還仍然想我嗎？ - 周影 |
| 10 | 城市童話                       | 大碟        | 寶麗金   | 1993年5月5日   | 曲目 1. 童話 - 張學友 2. 一首獨唱的歌 - 關淑怡 3. 螢火 - 黎明 4. 我就是這樣 - Channel 5. 守望 - 梁惠珠 6. 今夜真情 - 區瑞強 7. 前路 - Rose Ko、邵綺華 8. 看海的日子 - 李克勤 9. 勇敢 - 鄭志明 10. 城市民歌 Medley - 黎明、區瑞強、周慧敏、劉小慧、李克勤、周國豐、湯寶如、黎瑞恩、何嘉麗、李麗蕊、阮兆祥、張學友 |
| 11 | 寶麗金精選系列 流行極品 Vol. 5 | 精選        | 寶麗金   | 1993年7月23日  | 曲目 1. 小島夢 - 溫拿 2. 一人有一個夢想 - 黎瑞恩 3. Dela - 關淑怡 4. 我的另一半 - 黎明 5. 自作多情 - 周慧敏 6. 紅塵歲月 - 譚詠麟 7. 絕對是個夢 - 湯寶如 8. 朋友 - 草蜢 9. 急色鬼，愛出位 - 劉小慧 10. 你是我今生唯一傳奇 - 張學友 11. 離開請關燈 - 關淑怡 12. 願你今夜別離去 - 黎明 13. 你是我的女人 - 譚詠麟 |
| 12 | 美少女宣言                     | 精選        | 寶麗金   | 1993年8月      | 曲目 1. 一人有一個夢想 - 黎瑞恩 2. 在你走的一天 - 王馨平 3. 自作多情 - 周慧敏 4. 別在深秋月明時 - 劉小慧 5. First Love - 湯寶如 6. 雨季不再來 - 黎瑞恩 7. 冬日浪漫 - 周慧敏 8. 發誓 - 黎瑞恩 9. 絕對是個夢 - 湯寶如 10. 飄戀 - 唐韋琪 11. 留住這一刻 - 劉小慧 12. 夢中天使 - 唐韋琪 13. 隔世感覺 - 劉小慧 |
| 13 | 寶麗金未來的天才               | 新曲＋精選  | 寶麗金   | 1993年8月      | 曲目 1. 點解 - 鄭柏林 2. 問你心中想什麼 - 唐韋琪 3. 萬個夢兒 - 鄭柏林、周慧敏 4. 你讓我找到了未來 - 草蜢 5. 神秘的花園 - 何詠琳 6. 晴天、雨天、孩子天 - 張學友 7. 伙頭仔昆布 - 草蜢 8. 閃電傳真機Remix - 鄭嘉穎、唐韋琪、鄭柏林 9. 夢中天使 - 唐韋琪 10. 一家笑口 - 黎瑞恩、黎明 11. 學生哥 - 劉小慧、黎瑞恩、鄭柏林 12. 正義（Warrior Mix）- 黎瑞恩 13. 未來的天才 - 張學友、李克勤、湯寶如、黎瑞恩、唐韋琪、草蜢                                            |
| 14 | 熱力節拍Summer Party           | 新曲＋精選  | 寶麗金   | 1993年8月26日  | 曲目 1. 熱力節拍Wou Bom Ba - 草蜢、關淑怡、湯寶如、劉小慧 2. 緣份 - 蔡一傑、鄭嘉穎、王馨平 3. 夏日燒著了Remix - 黎明 4. 自作多情 - 周慧敏 5. First Love - 湯寶如 6. 還是覺得你最好 - 張學友 7. 世界會變得很美 - 草蜢 8. Dela - 關淑怡 9. 急色鬼，愛出位 - 劉小慧 10. 多情 - 黎瑞恩 11. 在你走的一天Remix - 王馨平 12. 迷失的女孩 - 鄭嘉穎 13. 願你今夜別離去 - 黎明                                                                                           |
| 15 | 真的愛你3                      | 精選        | 寶麗金   | 1993年11月18日 | 曲目 1. 等你回來 - 張學友 2. 輕輕微微 - 溫拿 3. 最愛 - 周慧敏 4. 離別太陽西沉時 - 劉小慧 5. 緣份 - 蔡一傑、鄭嘉穎、王馨平 6. 哭泣瑪利 - 湯寶如 7. 真的愛情定可到未來 - 黎明 8. 笑看人生 - 譚詠麟 9. 原諒我是我 - 草蜢 10. Ya Ya Ya - 黎明 11. 風中的夢 - 劉小慧 12. 難忘初戀 - 王馨平 13. 我是一個不懂傾訴的對象 - 鄭嘉穎 |
| 16 | 寶麗金精選系列 流行極品 Vol. 6 | 新曲 + 精選 | 寶麗金   | 1993年12月2日  | 曲目 1. 一千個願意 － 鄭嘉穎 2. 熱力節拍Wou Bom Ba － 草蜢、關淑怡、劉小慧、湯寶如 3. 夏日傾情 － 黎明 4. 一首獨唱的歌 － 關淑怡 5. 自動自覺 － 周慧敏 6. 多情 － 黎瑞恩 7. 曾在夢中戀愛 － 鄭嘉穎 8. 愛多一次痛多一次 － 譚詠麟 9. 祇想一生跟你走 － 張學友 10. Jealousy － 陳慧嫺 11. 世界會變得很美 － 草蜢 12. 在你走的一天 － 王馨平 13. 我和秋天有個約會 － 湯寶如                                                                                      |
| 17 | 鼓舞飛揚                       | 新曲 + 精選 | 寶麗金   | 1994年2月8日   | 曲目 1. 鼓舞飛揚（十分精彩版）- 張學友、湯寶如、黎明、王馨平、關淑怡、周慧敏、劉小慧、草蜢、鄭嘉穎、黎瑞恩 2. 永不放棄 - 黎明、張學友 3. 愛多一次，痛多一次 - 譚詠麟 4. 等你等到我心痛 - 張學友 5. 深秋的黎明 - 黎明 6. 鼓舞飛揚（特別精彩版）- 張學友、湯寶如、黎明、王馨平、關淑怡、周慧敏、劉小慧、草蜢、鄭嘉穎、黎瑞恩 7. 最愛 - 周慧敏 8. 假的戀愛 - 關淑怡 9. 愛你這樣傻 - 黎瑞恩 10. 寶貝，對不起 - 草蜢 11. 別誰我是誰 - 王馨平 12. Jealousy - 陳慧嫻 |

### 單曲
- 1993年：《熱力節拍WOU BOM BA》(草蜢、關淑怡、湯寶如合唱)（收錄於《熱力節拍Summer Party》合輯）
- 1993年：《熱力節拍WOU BOM BA（國語版）》(草蜢、湯寶如合唱)（收錄於《熱力節拍WOU BOM BA（國語版）》合輯）
- 1994年：《將心照亮》(張學友、王菲、黎瑞恩、草蜢、湯寶如合唱)（收錄於《寶麗金風花雪月國語金曲精選Vol 3》合輯）
- 1994年：《讓我變壞七分鐘（國）》（收錄於《寶麗金風花雪月國語金曲精選Vol 3》合輯）
- 1999年：《愛得小心》(蘇志威合唱)（收錄於草蜢《Episode》專輯）

### 動畫歌曲
- 1994年：《心靈相通》（動畫《幻法雙子星》主題曲）

## 派台歌曲成績
| 派台歌曲四台上榜最高位置 | 派台歌曲四台上榜最高位置 | 派台歌曲四台上榜最高位置 | 派台歌曲四台上榜最高位置 | 派台歌曲四台上榜最高位置 | 派台歌曲四台上榜最高位置 | 派台歌曲四台上榜最高位置                                                                                                |
| ------------------------ | ------------------------ | ------------------------ | ------------------------ | ------------------------ | ------------------------ | --- |
| 唱片                     | 歌曲                     | 903                      | RTHK                     | 997                      | TVB                      | 備註 |
| 1991年                   |                          |                          |                          |                          |                          | |
| In Your Dreams           | 夢幻星座情人             | 24                       | -                        |                          | -                        | OT：Cathy Dennis ~ Just Another Dream                                                                                   |
| In Your Dreams           | 望星星                   | -                        | -                        |                          | -                        | 與黃凱芹合唱 OT：Luan & Vanessa ~ Além da Imaginação （页面存档备份，存于）                                             |
| In Your Dreams           | 留住這一刻               | 4                        | -                        |                          | 6                        | OT：Luv' ~ Sentimemtal Fool （页面存档备份，存于）                                                                      |
| In Your Dreams           | 初戀情人                 | 15                       | 17                       |                          | -                        | OT：陳明真 ~ 我用自己的方式愛你                                                                                         |
| In Your Dreams           | 一世情緣                 | 30                       | -                        |                          | -                        | |
| 1992年                   |                          |                          |                          |                          |                          | |
| 隔世感覺                 | 隔世感覺                 | 14                       | -                        |                          | /                        | |
| 隔世感覺                 | 紫色百合                 | -                        | -                        |                          | /                        | OT：Brenda K. Starr ~ Say The Word                                                                                      |
| 隔世感覺                 | 分手的藉口               | -                        | -                        |                          | /                        | |
| 1993年                   |                          |                          |                          |                          |                          | |
| 今宵不想告別             | 永遠的心痛               | -                        | -                        |                          | /                        | OT：イルカ ~ 悲しみの証明                                                                                               |
| 今宵不想告別             | Till The End Of Time     | -                        | -                        |                          | /                        | 與鄭嘉穎合唱 OT：裘海正、楊克強 ~ Till The End Of Time                                                                  |
| 今宵不想告別             | 急色鬼，愛出位           | 18                       | /                        |                          | /                        | OT：鷲尾いさ子 ~ 風の鉄骨娘                                                                                             |
| 今宵不想告別             | 離別太陽西沉時           | -                        | -                        |                          | -                        | |
| 熱力節拍Summer Party     | 熱力節拍Wou Bom Ba       | 1                        | 1                        |                          | 1                        | 三台冠軍歌 與關淑怡、湯寶如、草蜢合唱                                                                                   |
| 一天四十八小時           | 風中的夢                 | -                        | -                        |                          | /                        | |
| 一天四十八小時           | 一天48小時               | -                        | -                        |                          | -                        | |
| 1994年                   |                          |                          |                          |                          |                          | |
| 改改                     | 改！改！(愛戀革命)       | 9                        | 6                        | /                        | /                        | 另派一改再改版本 |
| 改改                     | ＋－×÷                   | -                        | -                        | /                        | -                        | 同曲曲目：吳君如 ~ 多得你放棄 OT：林慧萍 ~ 新恋情                                                                       |
| 改改                     | 就算世事風氣轉......     | -                        | -                        | /                        | -                        | |
| 依戀                     | 分手不須再流淚           | 6                        | 1                        | 1                        | 1                        | 三台冠軍歌 另派French Mix版本 同曲曲目：草蜢 ~ 超時空戀人 OT：竹內瑪莉亞 ~ 時空の旅人 （页面存档备份，存于）            |
| 依戀                     | 口不對心                 | 6                        | 2                        | /                        | /                        | |
| 依戀                     | 依戀                     | -                        | -                        | /                        | -                        | OT：Elsa ~ Rien Que Pour Ça （页面存档备份，存于）                                                                      |
| 寂寞都有罪               | 新青春年代               | -                        | -                        | /                        | /                        | |
| 1995年                   |                          |                          |                          |                          |                          | |
| 寂寞都有罪               | 寂寞都有罪               | -                        | 1                        | /                        | 1                        | OT：Patricia Kaas ~ Hôtel Normandy                                                                                      |
| 寂寞都有罪               | 刻骨銘心                 | -                        | 17                       | /                        | /                        | OT：裘海正 ~ 就送到這裡好嗎 同曲曲目：黎瑞蓮 ~ 離開的最後離開                                                           |
| 全程流露                 | 全程流露                 | 8                        | 3                        | /                        | /                        | |
| 全程流露                 | 第五季                   | 16                       | 10                       | /                        | /                        | |
| 全程流露                 | 百密一疏                 | 27                       | -                        | /                        | /                        | |
| 1996年                   |                          |                          |                          |                          |                          | |
| 謝謝你愛過我             | 謝謝你愛過我             | /                        | -                        | /                        | /                        | OT：中島美雪 ~ 空と君のあいだに 同曲曲目：許志安、梁漢文、海俊傑、張崇基、張崇德 ~ 朋友心 林佳儀 ~ 一個人的我依然會微笑 |
| 愛飛了                   | 握不到你的手             | -                        | -                        | -                        | -                        | |
| 2013年                   |                          |                          |                          |                          |                          | |
| 寶記正傳                 | 寶記正傳 Part I          | 19                       | -                        | -                        | -                        | 群星合唱 |

| 903 | RTHK | 997 | TVB | 備註              |
| 1   | 3    | 1   | 3   | 四台冠軍歌總數：1 |

## 獎項
| 年份   | 獎項 | 備註                       |
| 1991年 | 叱咤樂壇流行榜頒獎典禮－叱咤樂壇生力軍女歌手 (銀獎)                                                                             |                            |
| 1992年 | 香港電台十大中文金曲頒獎典禮－最有前途新人獎 (銅獎)                                                                             |                            |
| 1993年 | 無視電視十大勁歌金曲頒獎典禮－最佳音樂錄影帶獎《熱力節拍Wou Bom Ba》 無視電視勁歌金曲第三季季選十大金曲獎《熱力節拍Wou Bom Ba》 | 與關淑怡、草蜢、湯寶如合唱 |
| 1994年 | 新城電台金曲台金心情歌頒獎典禮－金心卓越進步女歌手銀獎                                                                          |                            |

## 影視演出

### 電影
- 1988年：法中情
- 1988年：七小福
- 1989年：沖天小子
- 1990年：新半斤八兩 飾 萍萍
- 1990年：虎膽女兒紅 飾 小慧
- 1990年：漫畫奇俠
- 1991年：雙鐲 飾 秀姑
- 1992年：童黨之街頭霸王 飾 May
- 1992年：神算 飾  許若蘭
- 1993年：超級學校霸王 飾 小慧
- 1993年：笑俠楚留香 飾 宋甜兒
- 1993年：情天霹靂之下集大結局
- 2000年：龍火
- 2003年：無冕皇帝
- 2003年：不可思議星期二 (第二輯)
- 2004年：鬼馬狂想曲 飾 祥嫂
- 2006年：新聞女郎

### 電視劇
- 1990年：成功路上 飾 張紫珊
- 1990年：走路新郎哥 飾 珠
- 1991－1992年：卡拉屋企  飾 陸嘉儀
- 1992年：我愛牙擦蘇  飾 朱茵茵

### 廣播劇
- 2017年：鏡花緣（香港電台）

### 旁白
- 2015年：孩子的完美拼圖（香港電台）

### 其他演出
- 1992年：獅子山下1992（第4集〈落櫻〉、香港電台）

### 廣告
- 1988年：美國運通信用卡 （页面存档备份，存于） (劉小慧、梁芷珊)
- 1988年：楊協成檸檬爽 （页面存档备份，存于） (劉小慧，梁芷珊)
- 1990年：富士彩色專賣店 （页面存档备份，存于）

## 資料來源
1. ↑  . 劉小慧 Winnie Lau Facebook 專頁. 2018-07-24  [2019-09-09].
2. ↑  . 東周刊第794期. 2018-11-17  [2019-09-09]. （原始内容存档于2020-11-23）.
3. ↑  . MyBB.com.hk. 2017-09-10  [2019-09-08]. （原始内容存档于2020-09-04）.
4. ↑  . 明周. 2016-11-28  [2019-09-08]. （原始内容存档于2020-09-04）.
5. ↑  . 東方日報. 2019-04-06  [2019-09-09]. （原始内容存档于2020-09-04）.
6. ↑  包括新城未設榜時期的三台冠軍歌

## 外部連結
- 劉小慧Winnie的新浪微博
- 劉小慧Winnie Lau的Facebook專頁
- 劉小慧在互联网电影资料库（IMDb）上的資料（英文）（英文）
- 劉小慧在香港影庫上的簡介
- 劉小慧在豆瓣上的资料（简体中文）
- 劉小慧在时光网上的簡介（简体中文）